# A Night at the Opera (альбом Blind Guardian)
A Night at the Opera (с англ. — «Ночь в Опере») — седьмой студийный альбом группы Blind Guardian, выпущенный в 2002 году на лейбле Virgin Records.

## Об альбоме
Рабочее название диска было «Soulforged», но музыканты поменяли его на «Ночь в Опере». Новое название это аллюзия на одноимённый альбом группы Queen. По словам гитариста Маркуса Зипена: 
Queen больше всех повлияли на нас, так что это своего рода дань уважения.
 Диск отличается дальнейшим изменением звучания Blind Guardian в сторону прогрессивного метала, а также заметным количеством песен с текстами околорелигиозной тематики. Это последний альбом группы с участием ударника Томена Стауха.
A Night at the Opera назван лучшим металлическим альбомом 2002 года сайтом Metal-Rules.com.

## Список композиций
| 1. Precious Jerusalem                 | 6:22  | Песня об Иисусе и его вошествии в Иерусалим                                        |
| 2. Battlefield                        | 5:37  | По мотивам германского эпоса Песнь о Хильдебранте                                  |
| 3. Under the Ice                      | 5:45  | Песня о Кассандре и Троянской войне, о богах, отвернувшихся от Трои                |
| 4. Sadly Sings Destiny                | 6:05  | Песня об Иисусе и пророчествах о Мессии                                            |
| 5. The Maiden and the Minstrel Knight | 5:30  | Песня о Тристане и Изольде                                                         |
| 6. Wait for an Answer                 | 6:30  | Аллегорическая песня о дружбе лисы и зайца, вынужденных спасаться от общего врага. |
| 7. The Soulforged                     | 5:18  | Песня по фантастическому циклу Dragonlance, о Рейстлине Маджере и его Испытании    |
| 8. Age of False Innocence             | 6:06  | Песня о Галилее и его сложных взаимоотношениях с Церковью                          |
| 9. Punishment Divine                  | 5:45  | О последних днях Фридриха Ницше и его безумии, «наказании Божьем»                  |
| 10. And then there was Silence        | 14:06 | О Троянской войне, гибели Гектора и разорении Трои                                 |

Некоторые издания этого альбома содержат бонус-трек «Harvest of Sorrow». Существуют различные версии этой композиции:
- две английские (студийная/концертная);
- испанская — «Mies del Dolor»;
- аргентинская — «La Cosecha del Dolor»;
- итальянская — «Frutto del Buio»;
- французская — «Moisson de Peine».

## Участники записи
- Ханзи Кюрш — вокал;
- Андре Ольбрих — ведущая гитара;
- Маркус Зипен — ритм-гитара;
- Томен Стаух — ударные.

Приглашённые музыканты
- Оливер Хольцварт — бас-гитара
- Матиас Вейснер — синтезатор
- Михаэль Шурен — фортепиано
- Макс Зельнер — флейта
- Билли Кинг, Рольф Кольер, Олаф Сенкбейль, Томас Хакманн — бэк-вокал